# فرودگاه نورثرن پنینسولا
 فرودگاه نورثرن پنینسولا (به انگلیسی: Northern Peninsula Airport) (به زبان بومی: (formerly Bamaga Airport)) یک فرودگاه همگانی با کد یاتا ABM است که یک باند فرود آسفالت دارد و طول باند آن ۱۶۰۰ متر است. این فرودگاه در شهر باماگا، کیوینزلند کشور استرالیا قرار دارد و در ارتفاع ۱۰ متری از سطح دریا واقع شده‌است.

## شرکت‌های هواپیمایی و مقصدهای پروازی
| شرکت‌های هواپیمایی       | مقصدهای پروازی                 |
| ----------------------- | ------------------------------ |
| رجیونال اکسپرس ایرلاینز | کنز                            |
| Skytrans Airlines       | کنز، اوروکون، Weipa، هرن آیلند |